# Ablativus absolutus
Der Ablativus absolutus („losgelöster Ablativ“, lateinisch absolutus: Partizip Perfekt Passiv von absolvĕre „lösen“; Abkürzung: abl. abs.), auch Ablativ mit Partizip (AmP) oder Ablativ mit Prädikativum (AcP), ist eine syntaktische Konstruktion der lateinischen Sprache, die aus der Verbindung zweier Ablative besteht, von denen der eine das Agens einer Verbalphrase oder der Nominator einer Prädikation in einem absoluten Kasus und der andere ein Prädikativum ist. Dieses hat die Funktion einer adverbialen Bestimmung und ist entweder ein Partizip (partizipialer Ablativus absolutus) oder ein Nomen (nominaler Ablativus absolutus).
Beispiele:
- Partizipialer Ablativus absolutus: Tarquinio Suberbo regnante „als Tarquinius Suberbus regierte“ (Tarquinio Superbo: Ablativ von Tarquinius Superbus; regnante: Ablativ des Partizip Präsens regnans von regnare „regieren“).
- Nominaler Ablativus absolutus: Natura duce „mit der Natur als Führerin“ (natura: Ablativ von natura „Natur“; duce: Ablativ von dux „Führer“).

Der Ablativus absolutus ist verwandt mit dem Participium coniunctum, welches eine appositive Partizipialkonstruktion ist.
Der Ablativus absolutus bezieht sich auf das vom Subjekt des übergeordneten Satzes Ausgesagte und findet keine Verwendung, wenn ein Bezug allein zu abhängigen Teilen des übergeordneten Satzes besteht. Er tritt an die Stelle eines Nebensatzes, wobei lediglich ein gewisses zeitliches oder logisches Verhältnis zum übergeordneten Satz bestehen muss und dabei der Zusammenhang mit dem übergeordneten Satz aus dem Kontext zu erschließen ist.

## Derablativus absolutusim Lateinischen

### Partizipialer Ablativus absolutus
Er besteht aus einem Nomen (dem Bezugswort) und einem Partizip, beide im Ablativ. Das Partizip steht in einer zum Bezugswort KNG-kongruenten Form, stimmt also in Numerus (Singular/Plural) und Genus (Geschlecht) mit dem Bezugswort überein.
Es sind zwei Erscheinungsformen zu unterscheiden:
- Der partizipiale Ablativus absolutus der Gleichzeitigkeit mit dem Partizip Präsens Aktiv (PPA):
  - CiceroneAbl. cenanteAbl. nuntius litteras Quinti attulit.
  - „Während Cicero aß, brachte ein Bote einen Brief von Quintus.“
- Der partizipiale Ablativus absolutus der Vorzeitigkeit mit dem Partizip Perfekt Passiv (PPP):[2]
  - PonteAbl. factoAbl. milites flumen transierunt.
  - „Nachdem eine Brücke gebaut worden war, überschritten die Soldaten den Fluss.“ Oder: „Nachdem die Soldaten die Brücke gebaut hatten, überschritten sie den Fluss“.

Überdies ist bei den Abl.-abs.-Konstruktionen mit Partizip Perfekt oftmals das Subjekt des übergeordneten Satzes identisch mit dem Agens, der handelnden Person der Partizipialkonstruktion (kryptoaktiv). Da die passivische Konstruktion hier nur eine aktivische vertritt, die mangels eines entsprechenden Partizips im Lateinischen nicht gebildet werden kann, sollte man sie durch einen Nebensatz im Aktiv wiedergeben. Aus obigem Satz wird also: „Nachdem sie eine Brücke gebaut hatten, überschritten die Soldaten den Fluss.“ Zur Verdeutlichung kann das Agens zwischen die Bestandteile des Abl. abs. geraten: Ponte milites facto usw.
Übersetzungsmöglichkeiten:
Statt mit einem Nebensatz kann der Ablativus absolutus auch mit einem Hauptsatz (Beiordnung) übersetzt werden. Die logische Verbindung mit dem früheren übergeordneten Satz muss dann passend wiedergegeben werden. Eine weitere mögliche Übersetzung des zweiten oben gegebenen Beispielsatzes wäre somit: „Die Soldaten bauten eine Brücke. Dann überschritten sie den Fluss.“ In Übersetzungen wird dieser Hauptsatz meist mit einem Semikolon statt eines Punktes angeschlossen.
Eine weitere Übersetzungsmöglichkeit ist der präpositionale Ausdruck. Dabei wird der Ablativus absolutus mit einer Präposition und einem aus dem im Ablativ stehenden Partizip nominalisierten Verb wiedergegeben. Die Übersetzung des Beispielsatzes sähe dann so aus: „Nach dem Bau einer Brücke überschritten die Soldaten den Fluss.“
Auch magistro praesente (absente) kann präpositional übersetzt werden: „in Anwesenheit (Abwesenheit) des Lehrers“.

### Nominaler Ablativus absolutus
Er enthält zwei Nomina im Ablativ, aber kein Partizip und bezeichnet die Gleichzeitigkeit mit dem übergeordneten Verb.
Beispiel:
- RomuloAbl. regeAbl. Sabinae raptae sunt. (1. Nomen im Ablativ: Romulus; 2. Nomen im Ablativ: rex [Stamm reg-]).
- „Während Romulus König war, wurden die Sabinerinnen geraubt.“

Weitere Beispiele:
| nominaler Ablativus absolutus | Nomen          | Übersetzung                                                |
| Caesare duce                  | dux [duc-]     | unter Führung Cäsars                                       |
| Romulo rege                   | rex [reg-]     | als Romulus König war, unter der Herrschaft des Romulus    |
| Augusto imperatore            | imperator      | als Augustus Kaiser war, unter der Herrschaft des Augustus |
| Cicerone vivo                 | vivus (Adj.)   | zu Lebzeiten Ciceros, als Cicero lebte                     |
| Caesare invito                | invitus (Adj.) | gegen Cäsars Willen                                        |
| Cicerone consule              | consul         | als Cicero Konsul war, unter dem Konsulat Ciceros          |
| Cicerone auctore              | auctor         | auf Veranlassung Ciceros                                   |
| me inscio                     | inscius (Adj.) | ohne mein Wissen                                           |

## Derablativus absolutusim Sanskrit
Im Sanskrit dient der Ablativus oder Instrumentalis absolutus zur Wiedergabe von Kausalsätzen.
Beispiel: 
- ātmanām anekatvān manaso 'pyanekatvam „Weil es eine Vielheit von Seelen gibt, gibt es auch eine Vielheit des (inneren) Sinnes.“

Daneben dient der Locativus absolutus der Wiedergabe von Temporal-/Konditional- und Konzessivsätzen und der Dativus absolutus zur Wiedergabe von Finalsätzen.

## Verwandte Konstruktionen in anderen Sprachen
Ähnliche Konstruktionen sind der kirchenslawische und ostbaltische Dativus absolutus, der Locativus absolutus im Sanskrit, sowie der griechische (und teilweise deutsche) Genitivus absolutus.
Deutsch: Einige stehende Ausdrücke im Deutschen bilden Letzteren nach [Substantiv + Adjektiv, Substantiv + Partizip Präsens Aktiv] und bieten somit eine begrenzte Vergleichsmöglichkeit zum Ablativus absolutus: „unverrichteter Dinge (zog er von dannen)“, „trockenen Fußes (gelangte sie über den Fluss)“, „stehenden Fußes (machte sie kehrt)“ [Lehnübersetzung des lateinischen „stante pede“?], „klopfenden Herzens (betrat er das Zimmer)“, „sehenden Auges (rannte er in sein Unglück)“.
Die absolute Partizipialkonstruktion im Englischen
- weather permitting, „wenn es das Wetter zulässt“ (permitting: ing-Form von to permit „erlauben“).

Die absolute Partizipialkonstruktion in den romanischen Sprachen
Französisch: 
- ceci dit, „nachdem das nun gesagt ist“ (dit: Partizip Perfekt von dire „sagen“).
- Dieu aidant, „wenn Gott hilft“ (aidant: Partizip Präsens von aider „helfen“).[5]

Italienisch:
- Giunta la sera, „als der Abend gekommen war“ (giunta: Partizip Perfekt von giungere „ankommen“).[6]

Spanisch: 
- Venida la noche, „als die Nacht gekommen war“ (venida: Partizip Perfekt von venir „kommen“).[7]